# Impact environnemental de l'agriculture
L'agriculture est une activité humaine qui modifie profondément les écosystèmes naturels afin de produire des ressources (principalement alimentaires) utiles aux humains. Elle occupe une proportion importante des surfaces de terres émergées, ce qui a des conséquences environnementales majeures. Les impacts de l'agriculture sur les sols et la biodiversité sont recensés depuis son apparition, il y a environ 10 000 ans. À partir de 1945, l'augmentation de l'utilisation des engrais minéraux, l'apparition des pesticides organiques, le développement de l'irrigation (dans le cadre de la révolution verte, notamment) et la motorisation de l'agriculture ont fortement augmenté les impacts environnementaux de l'agriculture. Les impacts environnementaux de l'agriculture contemporaine s'étendent au-delà des écosystèmes agricoles, et incluent la pollution des eaux et de l'air, la contribution au réchauffement climatique. La modification des pratiques agricoles a également des impacts paysagers. Les impacts environnementaux de l'élevage, notamment ses émissions de gaz à effet de serre, sont développés dans l'article Impact environnemental de l'élevage.
D'après Arnaud Gauffier, responsable du programme agriculture du WWF France, « l’agriculture occupe environ un tiers de la surface terrestre totale, est la cause de 80 % de la déforestation mondiale et pèse pour près de 70 % de la consommation d’eau ».

## Utilisation d'eau douce
L'agriculture est un secteur fortement consommateur d'eau douce. Une tonne de céréales nécessite en moyenne 1 000 tonnes d'eau, et produire de la viande nécessite plus d'eau encore.
L'importance de la consommation en eau et des échanges de produits agricoles dans le monde a donné naissance au concept d'eau virtuelle.
L'alimentation en eau se fait de deux façons différentes :
- l'agriculture dite pluviale n'utilise que l'eau de pluie ;
- l'agriculture irriguée utilise l'eau des rivières, des lacs, et des réservoirs ou des eaux souterraines (nappes phréatiques).

En 2000, dans le monde, l'agriculture pluviale consommait 5 000 km3 d'eau par an sur une superficie de 1 240 millions d'hectares. L'agriculture irriguée consommait 1 500 km3 d'eau par an, sur une superficie de 264 millions d'hectares. Au rythme d'extension actuel de la superficie irriguée, on atteindrait, en 2050, 331 millions d'hectares irrigués, consommant ainsi environ 500 km3 d'eau par an de plus qu'aujourd'hui. Or, la demande en eau complémentaire en 2050 est estimée à 4 500 km3 par an du fait des prévisions d'accroissement démographique. Le seul recours à l'irrigation ne pourra donc pas satisfaire les besoins mondiaux. En outre, environ 10 % de l'eau actuellement utilisée pour l'irrigation provient de sources non renouvelables (nappes fossiles).
Selon une étude de l'université d'Utrecht, des pénuries d'eau sont donc à prévoir dans de nombreux pays, dont les trois plus grands pays producteurs de céréales au monde que sont la Chine, les États-Unis, et l'Inde, ainsi que dans des pays dont la proportion d'eau d'irrigation d'origine non renouvelable est importante : Arabie saoudite, Pakistan, Iran, Mexique, notamment.
Selon la même étude, « la non-durabilité de l'usage des eaux souterraines pour l'irrigation est un problème pour les pays utilisant intensivement des eaux souterraines, mais aussi pour le monde dans son ensemble, étant donné que le commerce international introduit de fortes corrélations entre la production de nourriture dans un pays et la consommation dans un autre. »
Ces enjeux véritables sont des défis pour demain auxquels l’humanité s’efforce de répondre. Au-delà du perfectionnement des méthodes de traitements de l’eau (dessalement…), le stockage fait partie des moyens utilisés afin d’économiser l’eau (réservoirs, citerne souple).

## Contribution au réchauffement climatique

### Gaz à effet de serre émis par le secteur agricole

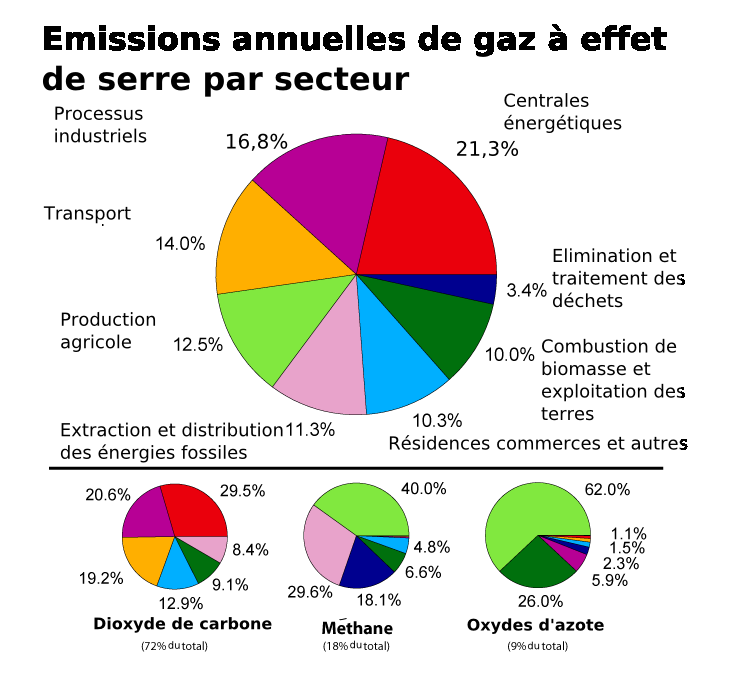
Les émissions de gaz à effet de serre d'origine agricoles sont pour la majorité des rejets de protoxyde d'azote et de méthane.

Alors que le dioxyde de carbone (CO2) est le gaz à effet de serre (GES) le plus préoccupant au niveau planétaire, l’examen de l’agriculture et des sols dans leur ensemble nécessite d’introduire les effets de deux autres GES importants : le protoxyde d'azote (N2O) et le méthane (CH4), aux potentiels de réchauffement global (PRG) élevés. Dans ce qui suit, les émissions sont exprimées, par convention (GIEC), en « tonnes de CO2 équivalent » (CO2eq).
Le protoxyde d'azote N2O est le seul véritable GES « non énergétique », son PRG est 298 fois celui du CO2. Il est en principe quasiment spécifique à la mise en valeur agricole des sols, voire à la nature même des sols. Selon la comptabilisation actuelle par défaut des GES, le N2O émis serait essentiellement le reflet du niveau de la fertilisation azotée (volatilisation ammoniacale consécutive aux épandages d'engrais azotés de synthèse : urée, sulfate d'ammonium, ammonitrate), mais aussi de la minéralisation de la matière organique. Une étude menée pendant cinq ans par une cinquantaine d'instituts de recherche du monde entier, sous l'égide du Global Carbon Project et de l'International Nitrogen Initiative et publiée le 7 octobre 2020 dans la revue « Nature » réalise pour la première fois une comptabilité approfondie des émissions de protoxyde d'azote : elle évalue à 22 % l'augmentation de la concentration dans l'atmosphère du protoxyde d'azote depuis l'ère préindustrielle ; or il reste dans l'atmosphère au-delà d'une centaine d'années. L'étude estime que l'agriculture est responsable d'environ 70 % des émissions d'origine humaine de N2O, principalement du fait des engrais azotés. Ces émissions sont passées de 2,2 à 3,9 Tg/a (+77 %) de 1980 à 2020. Les plus gros contributeurs à la hausse des émissions de protoxyde d'azote depuis vingt ans se trouvent en Asie du Sud et de l'Est, en Afrique et en Amérique du Sud. L'Europe est la seule région au monde qui a réussi à les réduire.
Le méthane (CH4) est le deuxième gaz à effet de serre qui soit largement spécifique à l'agriculture, et il a quant à lui un PRG 25 fois supérieur à celui du CO2. Il est largement lié à l'élevage (fermentation entérique des ruminants qui relâchent ce gaz lorsqu'ils éructent, et émission des effluents d'élevage stockés) ainsi qu'à la riziculture. La part non agricole est liée au traitement des biodéchets, à la fermentation anaérobie de zones humides ou inondées, ainsi qu'à certains processus industriels. Des recherches ont également montré que le rejet de méthane faisait partie du métabolisme des plantes,.
Le dioxyde de carbone ou gaz carbonique (CO2) est émis par la consommation d’énergie fossile utilisée par les tracteurs et autres machines agricoles.

### Au niveau mondial
Le secteur agricole contribue fortement à l'effet de serre. Selon une étude du Ministère de l'agriculture et de l'alimentation / CGAAER d'octobre 2014, le secteur de l'agriculture élargi (« AFOLU », incluant l’agriculture, la forêt, l’usage des terres et ses changements, selon les conventions de calcul du GIEC) représente un total d’émissions mondiales de gaz d’environ 10 à 12 Gt eqCO2/an, soit 24 % des émissions mondiales anthropiques de gaz à effet de serre, lesquelles sont évaluées à un total de 49 Gt CO2eq/an. Contrairement aux autres secteurs de l’économie, le secteur AFOLU a stabilisé ses émissions au cours de ces dernières années, grâce à la réduction de la déforestation et grâce aux baisses d’émissions de GES par l’agriculture dans les pays riches (ex. diminution des intrants). Sa part relative dans les émissions totales planétaires de gaz à effet de serre s'est ainsi réduite pour passer de 30,7% (GIEC 2007) à 24% (GIEC 2014).
La FAO publie des statistiques détaillées sur les émissions de gaz à effet de serre (méthane et oxyde nitreux) mondiales et par pays (moyennes 1990-2011 en équivalent CO2) :
- répartition par continent : Asie 42,6 % ; Amériques 25,3 % ; Europe 14,1 % ; Afrique 13,9 % ; Océanie 4,2 % ;
- répartition par secteur : fermentation entérique 40,1 % ; fumier déposé sur les pâturages : 15,2 % ; engrais synthétiques : 11,9 % ; riziculture : 10,1 % ; gestion du fumier : 7,1 % ; brûlage de savane : 5,2 % ; fumier appliqué au sol : 3,6 % ; résidus de récolte : 3,5 % ; culture de sols organiques : 2,8 % ; brûlage de résidus de récolte : 0,5 % ;
- principaux pays émetteurs : Chine 655,5 Mt CO2éq ; Inde 564,5 Mt ; Brésil 366 Mt ; États-Unis 354 Mt ; Australie 154,6 Mt ; Indonésie 138,7 Mt ; Russie 117,6 Mt ; Argentine 109,3 Mt ; Pakistan 104,2 ; Soudan 93,4 Mt ;
- émissions par fermentation entérique par catégorie d'animaux[17] : bovins 84,4 % (vaches laitières 10,2 % ; autres bovins : 55,3 %) ; ovins 7,1 % ; caprins 4,3 % ; chevaux 1,2 % ; camélidés 1,1 % ; ânes 0,5 % ;
- émissions (dioxyde de carbone, méthane et oxyde nitreux) dues à la consommation d'énergie (brûlage de combustibles et la production d'électricité dans l'agriculture et la pêche) : 785,3 Mt CO2éq en 2010 (taux d'accroissement moyen annuel 1990-2010 : +1,6 %), dont 54,9 % en Asie (+2,6 % l'an), 24 % en Europe (-1,3 % l'an), 16,5 % dans les Amériques (+1,7 % l'an), 3,2 % en Afrique (+6,8 % l'an) et 1,4 % en Océanie ; répartition par combustible : gazole 44,9 %, électricité 36,9 %, charbon 9,5 %, gaz naturel 3,4 %, essence 2,3 %, fioul lourd 1,9 %, GPL 1,1 %.

Le GIEC publie en août 2019 un rapport sur l'utilisation des terres bâti sur la revue de plus de 7 000 publications scientifiques, qui met en évidence la pression croissante des activités humaines sur les terres, provoquant une dégradation importante des sols (un quart des terres émergées et libres de glaces sont devenues incultes). L'aridité progresse de près de 1 % par an entre 1961 et 2013, si bien qu'un demi-milliard de personnes vivent aujourd'hui dans des territoires en désertification. Le sud-est asiatique, le pourtour du Sahara, l'Afrique du nord et la péninsule arabique sont principalement touchés. Les régions qui bordent la Méditerranée, où les sécheresses s'intensifient, pourraient bientôt l'être. Facteur aggravant : la température du sol augmente près de deux fois plus vite que celle du globe avec ses océans. Les terres s'appauvrissent et la qualité nutritionnelle des récoltes baisse. Par ailleurs, la part de l'agriculture dans les émissions de gaz à effet de serre est de 37 %, dont les deux tiers du fait de l'élevage. Les experts du GIEC prônent un rééquilibrage des régimes alimentaires entre les habitants de l'hémisphère nord, qui devraient réduire leur consommation de viande, aujourd'hui excessive, et ceux de l'hémisphère sud dont le bol alimentaire est pauvre en protéines animales : 2 milliards d'adultes sont en surcharge pondérale ou obèses, alors que dans le même temps 821 millions de personnes souffrent de malnutrition. Enfin, le développement massif de l'afforestation de vastes étendues de terres nues pour en tirer la biomasse nécessaire à la production d'énergie non fossile menace la sécurité alimentaire en privant l'agriculture d'espaces qui lui sont indispensables tout en nuisant aux forêts primaires qui sont des puits de carbone ; ce point a été édulcoré à la demande pressante de la Suède, des États-Unis et du Brésil.

### Au niveau européen
Dans l'Union européenne, la part de l'agriculture dans les émissions de gaz à effet de serre est de 10,2 % ; les émissions de l'agriculture ont baissé de 22 % de 1990 à 2012.

### En France
En France, le secteur agricole est celui qui contribue le plus à ce phénomène : 24 % des émissions en 1998, devant le transport routier (21 % des émissions), l'industrie manufacturière (21 %), le résidentiel tertiaire (18 %) et la transformation d'énergie (12 %). Cette situation nécessite une adaptation des pratiques agricoles.
Les trois gaz à effet de serre émis par le secteur de l'agriculture sont, par ordre d'importance dans le secteur agricole (les chiffres sont donnés en équivalent CO2, et correspondent à des sources l'année 2002) :
- Le protoxyde d'azote (N2O), dont la part dans les émissions agricoles en France est de 56 %, et dont la part agricole dans les émissions françaises totales est de 76 % ; le protoxyde d'azote a une durée de résidence très longue dans l'atmosphère (120 ans) ; il est émis par la dénitrification, réalisée par les micro-organismes des sols. La dénitrification est augmentée par l'épandage d'engrais azotés et par le tassement et la compaction des sols ;
- Le méthane (CH4), dont la part dans les émissions agricoles en France est de 33 %, et dont la part agricole dans les émissions françaises totales est de 70 % ; le méthane a une courte durée de résidence dans l'atmosphère (14 ans) ; il est émis par les productions animales en général, principalement par la fermentation entérique des ruminants (éructations liées à la digestion de la cellulose par les microorganismes de la panse des ruminants) et aussi à la fermentation (méthanogenèse) des déjections animales dans les fosses de stockage ;
- Le dioxyde de carbone (CO2), dont la part dans les émissions agricoles en France est de 11 %, et dont la part agricole dans les émissions françaises totales est de 3 %[23] ; le dioxyde de carbone a une longue durée de résidence dans l'atmosphère (100 ans) ; il est émis par l'utilisation de l'énergie en agriculture (carburant, chauffage des bâtiments d'élevage).

On voit que les contributions les plus fortes sont le protoxyde d'azote et le méthane (respectivement 76 % et 70 % des émissions françaises totales), et que le dioxyde de carbone intervient à un niveau peu élevé (seulement 3 % des émissions françaises totales). Ces proportions sont notamment expliquées par les différences de potentiel de réchauffement global des trois molécules. Le protoxyde d'azote a ainsi un potentiel de réchauffement global 298 fois plus élevé que celui du dioxyde de carbone.
En 2014, selon le rapport du CGAAER, en incluant les émissions énergétiques, le secteur agricole émettait au total 101,1 MtCO2eq, soit 20 % des
émissions françaises de gaz à effet de serre, se répartissant de la façon suivante :
- Protoxyde d'azote (N2O) : 50 % e.g. fertilisation ;
- Méthane CH4 : 40 % e.g. élevage ;
- Dioxyde de carbone (CO2) : 10 % e.g. énergie, mécanisation.

### Réduction de la contribution à l'effet de serre
Diverses mesures permettent de réduire cette contribution, dont en France (où l’agriculture représente environ 20 % de toutes les émissions de gaz à effet de serre), « sans modification lourde des systèmes de production, ni réduction importante de la production » selon un ouvrage paru en 2015.
En France, selon le CGAAER, les points permettant d'atténuer le secteur des terres sont les suivants :
- l’utilisation du territoire : donner la priorité à la préservation des terres agricoles et des prairies ;
- une agriculture productive, sobre, résiliente et diversifiée : apport de l’agroécologie ;
- forêt, biomasse et bioproduits, un puits de carbone dynamique et en interaction avec les autres secteurs ;
- réduction des pertes et gaspillages.

Surtout, l’agriculture française se doit de devenir « climatiquement intelligente » (capable de conjuguer sécurité alimentaire, adaptation et atténuation), notamment par la promotion de nouvelles pratiques de type « agroécologique » (voir aussi bonne pratique agricole).
Le bilan énergétique en agriculture permet d'évaluer à l'échelle des exploitations agricoles les quantités d'énergie (directe et indirecte) qui ont été consommées au cours du processus de production, qui sont corrélées aux émissions de CO2. Les végétaux produits ont, quant à eux, par la photosynthèse, capté du CO2 de l'atmosphère. Ils ont un contenu énergétique (alimentaire). L'agriculture est une des rares activités humaines qui peut produire plus d'énergie qu'elle n'en consomme et avoir un bilan positif. Cependant, les émissions de méthane et de protoxydes d'azote doivent être maîtrisées. Comme il existe une large gamme de variation selon les pratiques, les marges de progrès existent.

## Pollution de l'eau
La pollution des eaux par des produits phytosanitaires engendre des problèmes de santé environnementale. Les pertes d'azote et de phosphore, provenant des engrais azotés et phosphorés minéraux ou des épandages de lisiers et de fientes entraînent l'eutrophisation des eaux souterraines et de surface, ainsi que des eaux côtières. Les impacts en aval induisent un appauvrissement en espèces dans les zones marines (dystrophisation des estuaires, création de zones marines mortes dont la surface a doublé tous les 10 ans depuis 1960,). L'érosion des sols agricoles est source de turbidité des cours d'eau, des estuaires et zones marines (via les sédiments en suspension et/ou les blooms algaux).

## Pollution de l'air

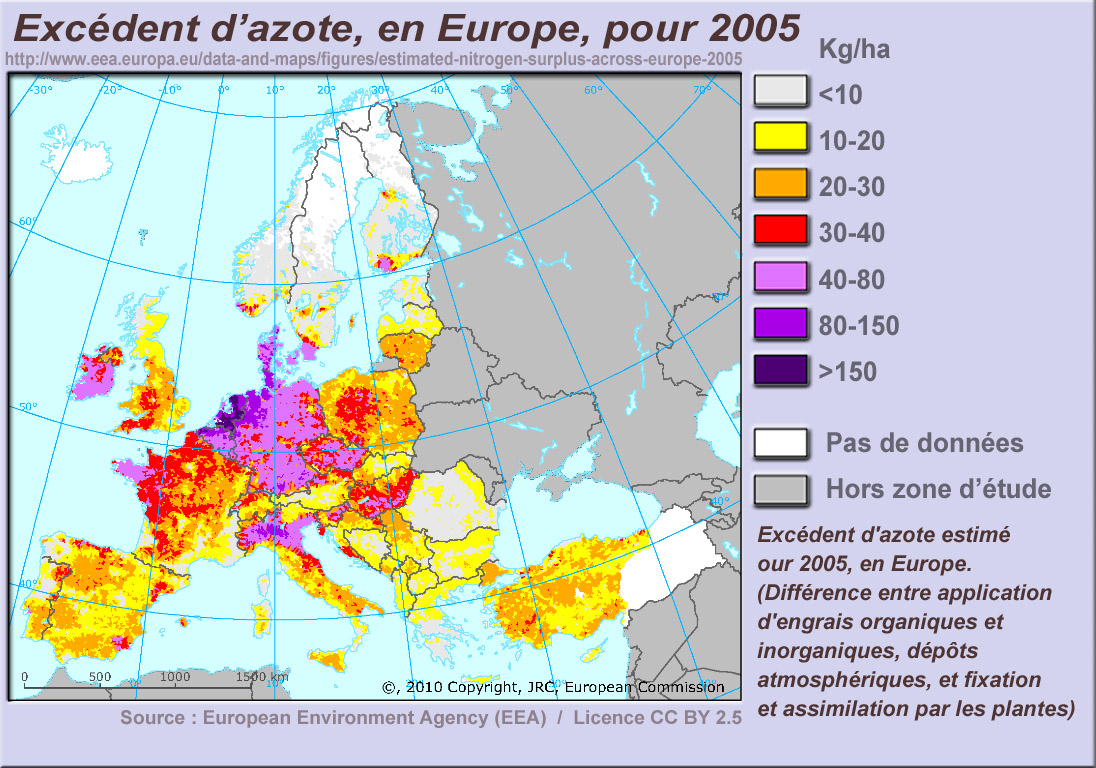

Parmi les problèmes les plus connus figurent les émissions de gaz à effet de serre, la pollution par les pesticides (qui peuvent, pour partie, être transportés à distance par la circulation des masses d'air), la volatilisation des ions ammonium sous forme d'ammoniac est responsable de pollution de l'air (acidification, dont localement par production d'acide nitreux et contribution à la formation de particules sur de longues distances. Les principales sources d'ammonium dans les sols agricoles sont les engrais minéraux azotés (urée, principalement) et les engrais organiques (lisiers, fientes de volailles). La déposition de l'ammoniac volatilisé peut provoquer l'eutrophisation des eaux, des sols et des écosystèmes, et conséquemment d'une banalisation de la composition des cortèges fongiques, animaux et végétaux, dans les écosystèmes terrestre, aquatiques, marins y compris, et en particulier dans les sols naturellement oligotrophes (pauvres en azote mais riches en biodiversité, tels que landes, pelouses calcaires…), et plus modestement des émissions de COV biogénique, par les sols cultivés lors de la dégradation de la matière organique (étudiée en France par le Projet DICOV).
Selon le programme Primequal, nombre de ces pollutions sont ou pourraient être diminuées ou supprimées par une modification des pratiques agricoles.

## Dégradation des sols
L'agriculture est également responsable de pollution, régression et dégradation des sols, notamment par les métaux : cadmium issu des engrais phosphatés, plomb, cuivre et autres métaux issus d'anciens pesticides, de lisiers ou de boues d'épuration contenant des traces de métaux lourds,,
Pour enrayer l’érosion du sol, certains agriculteurs abandonnent le labour pour le semis direct, qui limite aussi l’utilisation du tracteur et donc diminue les émissions de CO2. Aux États-Unis en 2005, 15 % des terres arables étaient traitées de cette façon.

## Organismes génétiquement modifiés
L’utilisation des organismes génétiquement modifiés (O.G.M.) dans certains pays, tels que les États-Unis, le Canada, le Mexique ou la Chine, et les risques potentiels qui leur sont associés (pollution génétique notamment) sont également sujets à de nombreuses discussions et conflits.

## Perte de biodiversité
La modification des pratiques agricoles au 20e siècle a conduit à une érosion de la biodiversité ayant conduit localement à l'extinction de nombreuses espèces animales (dont des papillons, abeilles, guêpes, coléoptères, reptiles, amphibiens, épinoches, alouettes, etc. très communs dans les champs ou à leurs abords jusque dans les années 1970). Depuis les années 1990, des expériences de monitoring de la biodiversité se mettent en place, qui ont permis notamment de quantifier les impacts de l'agriculture intensive et de mettre en évidence certains intérêts de l'agriculture biologique.
Outre son importance pour la conservation de la diversité génétique des variétés anciennes, l'agriculture joue parfois un très grand rôle pour la protection de diversité biologique : La Commission européenne combine trois grands critères pour mesurer l’intérêt d'un espace agricole sur le plan de la contribution à la préservation de la biodiversité. Les zones ayant le score le plus élevées sont dites « à haute valeur naturelle »,. 10 % à 30 % des terres agricoles méritent ce titre en Europe. En France, 84 % des surfaces classées en « haute valeur naturelle » sont en montagne ou moyenne montagne (Alpes, Corse, Franche-Comté, Massif central, Pyrénées…). Ce sont surtout des zones d’élevage extensif en plein air caractérisées par une faible densité de chargement (bétail) à l'hectare, peu ou pas d’intrants chimiques et presque toujours une utilisation plus importante de main-d’œuvre agricole.
En France, à la demande de certaines collectivités et à certaines conditions, des zones agricoles protégées peuvent être inscrites dans les documents d'urbanisme, contre la perte de foncier agricole due à la périurbanisation.

## Modification des paysages et des écosystèmes
Les modifications des pratiques agricoles, opérées au cours du xxe siècle, ont conduit à la modification des paysages agricoles traditionnels et à la destruction d'espaces sauvages.

### En Europe
Dans la sortie de la Seconde Guerre mondiale, sous l'impulsion des États-Unis et du plan Marshall, les campagnes alors morcelées en une multitude de petites parcelles vont être remembrées. L'objectif affiché par les gouvernements européens est de faciliter la vie rurale et d'augmenter les rendements, après les fortes baisses engendrées par les deux guerres mondiales. Cependant, les résultats observés ne rejoignent pas ces promesses gouvernementales : les agriculteurs critiquent une approche hors-sol de la part des préfets et géomètres qui imposent parfois ces remembrements sans leur consentement et sans considération des spécificités des terrains. Afin de permettre le passage des machines agricoles (tracteurs, moissonneuses…) qui arrivent par millions depuis les États-Unis, l'Europe Occidentale va progressivement détruire les talus et haies bocagères, certaines présentes depuis le haut Moyen Âge, qui découpaient autrefois les campagnes et délimitaient les champs individuels. Les parcelles passent alors de quelques ares à plusieurs hectares. On assiste alors parfois à une steppisation totales des terres agricoles, comme en Beauce (France) ou en Hollande (Pays-Bas). Certaines régions reculées, la plupart montagneuses, ont été relativement épargnées par ces remembrements et offrent au regard ce qu'avaient pu être les paysages agricoles européens d'autrefois.

### Zones tropicales
L'augmentation de la population et la demande croissante en produits importés de la part des pays développés ont poussé les pays situés entre les tropiques à augmenter leurs surfaces cultivées. Se basant sur un modèle agricole conventionnel où l'arbre n'a pas sa place, des parcelles entières de forêts tropicales ont ainsi été rasées. Les organisations environnementales telles Greenpeace ou WWF pointent du doigt diverses causes : l'implantation de palmeraies en Indonésie et Malaisie, la production de produits carnés (viande bovine, soja à destination animale) en Amazonie ou trafic de bois exotiques, ouvertures de mines et culture sur brûlis en Afrique équatoriale. Ces déforestations ont des répercussions locales mais aussi globales, participant à la baisse d'humidité, normalement émise par évapotranspiration, qui peut être ressentie jusqu'en Californie.

### Asie Centrale
L'irrigation intensive dans les plaines d'Asie centrale débutée dans les années 50 par l'URSS pour étendre les plantations de coton, s'est faite au prix du détournement des fleuves Syr-Daria et Amou-Daria. La mer d'Aral, que ces fleuves alimentaient, s'est alors progressivement asséchée, perdant plus de 90% de sa superficie. Des recherches sont encore menées pour connaitre l'étendue de ces répercussions, mais plusieurs scientifiques mettent en cause son assèchement dans la baisse des précipitations dans le Caucase et l'évaporation de la mer Caspienne.

## Réduction des impacts
René Dumont, un ingénieur en agronomie et sociologue célèbre, fut l’un des premiers à dénoncer les dégâts considérables de la « révolution verte », et à lutter contre le productivisme agricole.

### Sixième rapport d'évaluation du GIEC
Le troisième chapitre du troisième volet du sixième rapport du GIEC, publié le 4 avril 2022, estime que le secteur agricole et forestier pourrait permettre d'éviter et de contenir entre 8 et 14 GtCO2eq (milliards de tonnes d'équivalent CO2) par an entre 2020 et 2050, à comparer avec les 53,5 Gt émis en 2021 à l'échelle de la planète. Entre 30 % et 50 % de ce « potentiel d'atténuation » est réalisable à court terme dans la plupart des régions du globe, à moins de 20 dollars la tonne de CO2. La conservation, la gestion améliorée et la restauration des forêts et des autres écosystèmes (zones humides côtières, tourbières, savanes et prairies) permettraient de gagner entre 4,2 et 7,4 GtCO2eq/an, à condition de réduire en même temps la déforestation dans les régions tropicales. Entre 1,8 et 4,1 GtCO2eq/an pourraient être évités en changeant les méthodes de culture et d'élevage. Enfin, de 1,1 à 3,6 GtCO2eq/an pourraient être épargnées en changeant les modes de consommation des ressources de la planète, notamment « en utilisant davantage de biomatériaux, en adoptant des régimes alimentaires équilibrés, ou encore en réduisant les pertes et le gaspillage alimentaires ».

### En Europe
L'Union européenne réoriente des subventions particulières vis-à-vis des agriculteurs qui font un effort pour l'environnement. Les mesures agroenvironnementales et l'agriculture biologique sont plus ou moins encouragées et développées selon les pays (2 % des cultures dans la zone OCDE sont « bio », jusqu'à 6 % dans certains pays).

### En France: bonnes pratiques agricoles
En France, le Comité d'orientation pour des pratiques agricoles respectueuses de l'environnement (CORPEN), sous tutelle du Ministère de l'Agriculture et de l'Alimentation (MAA) et du ministère de la Transition écologique et solidaire (MTES), créé en 1984, diffuse des informations sur les bonnes pratiques agricoles.